# DeJuan Wright
Pour les articles homonymes, voir Wright.
DeJuan Wright, né le 7 décembre 1988, à Détroit, dans le Michigan, est un joueur américain de basket-ball. Il évolue d'arrière.

## Biographie
Le 27 septembre 2013, il signe à Orchies, en France et remplace Vincent Grier. Le 23 novembre 2013, il réalise la plus grosse performance offensive en Pro B depuis cinq ans en marquant 39 points (12/15 aux tirs et 13 lancers-francs) lors de la défaite des siens à Saint-Vallier. Le 30 décembre 2013, il est remercié par Orchies à la suite de l'arrivée de Marc Salyers.
Le 2 février 2014, il rejoint Leiden, aux Pays-Bas.

## Palmarès
- Coupe des Pays-Bas 2013